# Rose Veldtkirch

Rose Veldtkirch auf einer Fotografie von Alexander Binder

Rose Veldtkirch; gebürtig Rose Ludmilla Karoline Frommel (* 2. Juni 1891 in Altlandsberg, Brandenburg; † 27. September 1971 in Vigarello, Tessin) war eine deutsche Schauspielerin.

## Leben
Rose Veldtkirch erhielt nach dem Abitur eine Ausbildung zur Schauspielerin und Sopranistin. Am Deutschen Künstlertheater in Berlin trat sie 1913 ihr erstes Engagement an. 1914 ging sie nach Dresden, kehrte aber schon 1915 nach Berlin zurück, wo sie mehrere Jahre am Theater in der Königgrätzer Straße und am Komödienhaus tätig war.
Ab 1914 übernahm sie Hauptrollen beim deutschen Stummfilm, ihr erster Film dabei war Das Haus ohne Tür, der zugleich Stellan Ryes letzter Film war.
Seit Mitte der 20er Jahre konzentrierte sie sich wieder auf ihre Bühnenarbeit. Als Synchronsprecherin lieh sie unter anderem Merle Oberon in Die scharlachrote Blume ihre Stimme. Sie versuchte sich auch als Sängerin, Lautenspielerin und Schriftstellerin.

## Filmografie
- 1914: Das Haus ohne Tür (unvollendet)
- 1915: Der geheimnisvolle Wanderer
- 1915: Der Tunnel
- 1917: Jan Vermeulen, der Müller aus Flandern
- 1918: Opfer um Opfer
- 1918: Sein Weib
- 1918: Brüder
- 1919: Das Raritätenkabinett
- 1919: Verrat und Sühne
- 1919: Der Sohn der Magd
- 1919: Sündiges Blut
- 1919: Matrimonium Sacrum
- 1920: Masken
- 1921: Der Gang durch die Hölle
- 1922: Das Spiel mit dem Weibe
- 1923: I.N.R.I.
- 1925: Ein Sommernachtstraum
- 1940: Mädchen im Vorzimmer